# Nannostomus digrammus
Nannostomus digrammus es una especie de peces de la familia Lebiasinidae en el orden de los Characiformes.

## Morfología
Los machos pueden llegar alcanzar los 2,8 cm de longitud total.

## Hábitat
Es un pez de agua dulce y de  clima tropical (24 °C-26 °C).

## Distribución geográfica
Se encuentran en Sudamérica: ríos  Madeira y  Amazonas, y Guayana.